# 청룡훈련단
청룡훈련단(靑龍訓鍊團, Bluedragon training corp)은 대한민국 최초의 극기훈련 회사다. 1997년 설립 당시 명칭은 해병대극기훈련단이었으나 2007년에 청룡극기훈련단으로, 2008년 청룡훈련단으로 명칭을 바꾸었다. 2013년 10월에는 주식회사 청룡으로 법인단체가 되었다. 경기도 안산시 단원구 대부북동에 훈련장이 위치하고 있다.
2010년에는 광저우 아시안게임 펜싱 국가대표팀의 극기훈련을 진행하였다. 펜싱국가대표팀은 광저우 아시안게임에서 금7·은2·동5개로 역대 최다메달 기록을 세우는데, 화생방훈련이 선수들의 강한 정신력에 큰 영향을 미쳤다.